# Enis Saiti
Enis Saiti (in macedone Енис Саити?; Tetovo, 25 dicembre 1989) è un calciatore macedone, centrocampista del Kaiserslautern Portugiesen.

## Carriera
In carriera ha giocato 8 partite di qualificazione per l'Europa League, tutte con il Fola Esch, mettendo a segno anche una rete.